# Nicolás Lapentti
Nicolás Lapentti, né le 13 août 1976 à Guayaquil, est un joueur de tennis équatorien, professionnel de 1995 à 2011. Il est le frère aîné de Giovanni Lapentti, lui aussi joueur de tennis professionnel.

## Biographie

### Carrière professionnelle
Fait rarissime, il gagne à Bogota le premier tournoi du circuit ATP auquel il participe, certes peu relevé en dehors de la présence de Marcelo Ríos no 38 mondial. Il s'est révélé lors de l'Open d'Australie 1999, en atteignant les demi-finales. Cette même année, il fit son entrée dans le top 10 et finit no 8 mondial en fin de saison.
Il remporte son avant-dernier tournoi le 29 juillet 2001 lors du Generali Open de Kitzbühel, battant en finale l'Espagnol Albert Costa en quatre sets (1-6, 6-4, 7-5, 7-5).
Il remporte son dernier tournoi le 25 mai 2002 lors de l'International Raiffeisen Grand Prix de Sankt Pölten, battant en finale l'Espagnol Fernando Vicente en deux sets (7-5, 6-4).

### Retraite et reconversion
Le joueur annonce la fin de sa carrière en janvier 2011 à la suite d'une tendinite récurrente à un genou.

## Palmarès

### Titres en simple messieurs
| No | Date       | Nom et lieu du tournoi                            | Catégorie    | Dotation  | Surface         | Finaliste        | Score              |          |
| -- | ---------- | ------------------------------------------------- | ------------ | --------- | --------------- | ---------------- | ------------------ | -------- |
| 1  | 11-09-1995 | Tournoi de tennis de Bogota, Bogota               | World Series | 303 000 $ | Terre (ext.)    | Miguel Tobón     | 2-6, 6-1, 6-4      |          |
| 2  | 16-08-1999 | RCA Championships, Indianapolis                   | Series Gold  | 745 000 $ | Dur (ext.)      | Vincent Spadea   | 4-6, 6-4, 6-4      | Parcours |
| 3  | 18-10-1999 | Grand Prix de tennis de Lyon, Lyon                | Int' Series  | 725 000 $ | Moquette (int.) | Lleyton Hewitt   | 6-3, 6-2           | Parcours |
| 4  | 23-07-2001 | Generali Open, Kitzbühel                          | Series Gold  | 800 000 $ | Terre (ext.)    | Albert Costa     | 1-6, 6-4, 7-5, 7-5 | Parcours |
| 5  | 20-05-2002 | International Raiffeisen Grand Prix, Sankt Pölten | Int' Series  | 356 000 $ | Terre (ext.)    | Fernando Vicente | 7-5, 6-4           | Parcours |

### Finales en simple messieurs
| No | Date       | Nom et lieu du tournoi                        | Catégorie    | Dotation  | Surface      | Vainqueur         | Score          |          |
| -- | ---------- | --------------------------------------------- | ------------ | --------- | ------------ | ----------------- | -------------- | -------- |
| 1  | 09-09-1996 | Cerveza Club Colombia Open, Bogota            | World Series | 303 000 $ | Terre (ext.) | Thomas Muster     | 6-7, 6-2, 6-3  |          |
| 2  | 27-10-1997 | Tournoi de tennis de Bogota, Bogota           | World Series | 303 000 $ | Terre (ext.) | Francisco Clavet  | 6-3, 6-3       |          |
| 3  | 05-07-1999 | Suisse Open, Gstaad                           | Int' Series  | 525 000 $ | Terre (ext.) | Albert Costa      | 7-64, 6-3, 6-4 |          |
| 4  | 09-10-2000 | Japan Open Tennis Championships, Tokyo        | Series Gold  | 700 000 $ | Dur (ext.)   | Sjeng Schalken    | 6-4, 3-6, 6-1  | Parcours |
| 5  | 11-02-2002 | BellSouth Open by Rosen, Viña del Mar         | Int' Series  | 356 000 $ | Terre (ext.) | Fernando González | 6-3, 6-7, 7-6  |          |
| 6  | 07-07-2003 | Synsam Swedish Open, Båstad                   | Int' Series  | 355 000 $ | Terre (ext.) | Mariano Zabaleta  | 6-3, 6-4       | Parcours |
| 7  | 25-09-2006 | Campionati Internazionali di Sicilia, Palerme | Int' Series  | 355 000 $ | Terre (ext.) | Filippo Volandri  | 5-7, 6-1, 6-3  | Parcours |

### Titres en double messieurs

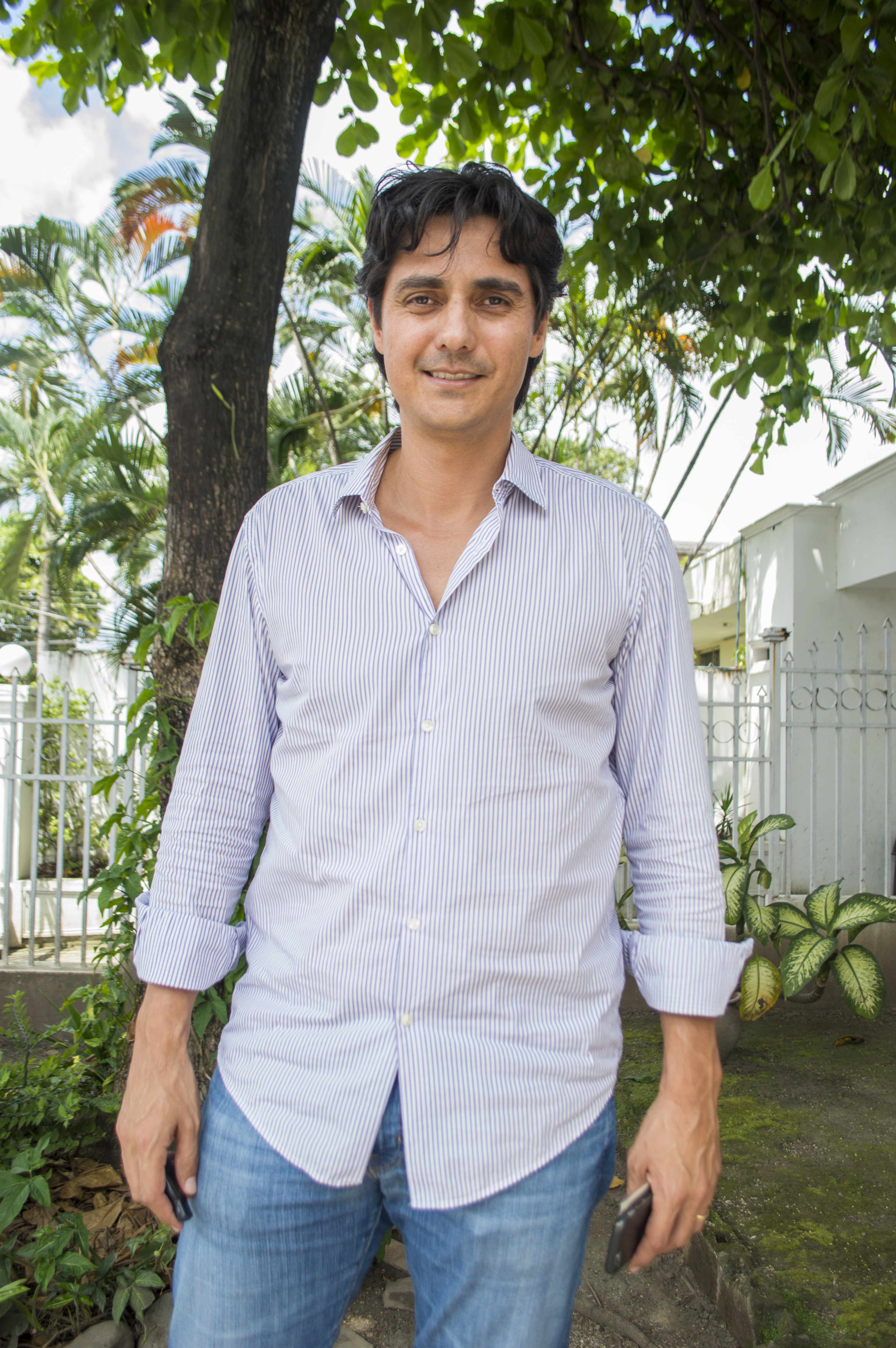
Nicolás Lapentti.

| No | Date       | Nom et lieu du tournoi         | Catégorie    | Dotation  | Surface      | Partenaire      | Finalistes                    | Score         |          |
| -- | ---------- | ------------------------------ | ------------ | --------- | ------------ | --------------- | ----------------------------- | ------------- | -------- |
| 1  | 28-07-1997 | Grolsch Open Amsterdam         | World Series | 475 000 $ | Terre (ext.) | Paul Kilderry   | Andrew Kratzmann Libor Pimek  | 3-6, 7-5, 7-6 |          |
| 2  | 20-10-1997 | Abierto Mexicano Telcel Mexico | World Series | 305 000 $ | Terre (ext.) | Daniel Orsanic  | Luis Herrera Mariano Sánchez  | 4-6, 6-3, 7-6 |          |
| 3  | 04-01-1999 | AAPT Championships Adélaïde    | Int' Series  | 325 000 $ | Dur (ext.)   | Gustavo Kuerten | Jim Courier Patrick Galbraith | 6-4, 6-4      | Parcours |

### Finales en double messieurs
| No | Date       | Nom et lieu du tournoi               | Catégorie    | Dotation  | Surface      | Vainqueurs                          | Partenaire       | Score         |          |
| -- | ---------- | ------------------------------------ | ------------ | --------- | ------------ | ----------------------------------- | ---------------- | ------------- | -------- |
| 1  | 09-09-1996 | Cerveza Club Colombia Open Bogota    | World Series | 303 000 $ | Terre (ext.) | Nicolás Pereira David Rikl          | Pablo Campana    | 6-3, 7-6      |          |
| 2  | 03-11-1997 | Hellmann's Cup Santiago              | World Series | 303 000 $ | Terre (ext.) | Hendrik Jan Davids Andrew Kratzmann | Julián Alonso    | 7-6, 5-7, 6-4 |          |
| 3  | 26-04-1999 | Tento Czech Open Prague              | Int' Series  | 475 000 $ | Terre (ext.) | Martin Damm Radek Štěpánek          | Mark Keil        | 6-0, 6-2      | Parcours |
| 4  | 09-02-2004 | BellSouth Open by Rosen Viña del Mar | Int' Series  | 308 000 $ | Terre (ext.) | Juan Ignacio Chela Gastón Gaudio    | Martín Rodríguez | 7-62, 7-63    | Parcours |

## Parcours dans les tournois duGrand Chelem

### En simple
| Année | Open d'Australie | Open d'Australie | Internationaux de France | Internationaux de France | Wimbledon       | Wimbledon     | US Open         | US Open     |
| ----- | ---------------- | ---------------- | ------------------------ | ------------------------ | --------------- | ------------- | --------------- | ----------- |
| 1996  | 1er tour (1/64)  | M. Larsson       | 1er tour (1/64)          | A. Medvedev              | 2e tour (1/32)  | L. Milligan   | 1er tour (1/64) | A. O'Brien  |
| 1997  | —                | —                | 2e tour (1/32)           | C. Woodruff              | 1er tour (1/64) | F. Clavet     | 2e tour (1/32)  | C. Pioline  |
| 1998  | 2e tour (1/32)   | F. Santoro       | 1er tour (1/64)          | R. Krajicek              | 1er tour (1/64) | D. Prinosil   | 1er tour (1/64) | F. Santoro  |
| 1999  | 1/2 finale       | T. Enqvist       | 2e tour (1/32)           | C. Woodruff              | 2e tour (1/32)  | W. Arthurs    | 2e tour (1/32)  | F. Jonsson  |
| 2000  | 2e tour (1/32)   | A. Clément       | 1/8 de finale            | G. Kuerten               | 1er tour (1/64) | S. Doseděl    | 2e tour (1/32)  | J. Golmard  |
| 2001  | 2e tour (1/32)   | T. Henman        | 2e tour (1/32)           | F. Meligeni              | —               | —             | 3e tour (1/16)  | P. Rafter   |
| 2002  | 1/8 de finale    | M. Ríos          | 1er tour (1/64)          | J. Nieminen              | 1/4 de finale   | D. Nalbandian | 1er tour (1/64) | N. Massú    |
| 2003  | 3e tour (1/16)   | S. Grosjean      | 3e tour (1/16)           | A. Costa                 | 2e tour (1/32)  | S. Schalken   | 2e tour (1/32)  | F. Saretta  |
| 2004  | 2e tour (1/32)   | J. Blake         | 1er tour (1/64)          | F. López                 | —               | —             | —               | —           |
| 2005  | —                | —                | —                        | —                        | —               | —             | 1er tour (1/64) | R. Štěpánek |
| 2006  | —                | —                | 2e tour (1/32)           | R. Sluiter               | —               | —             | —               | —           |
| 2007  | 2e tour (1/32)   | D. Nalbandian    | 2e tour (1/32)           | M. Youzhny               | 2e tour (1/32)  | J.-W. Tsonga  | 1er tour (1/64) | D. Sela     |
| 2008  | —                | —                | 3e tour (1/16)           | E. Gulbis                | 1er tour (1/64) | V. Troicki    | 1er tour (1/64) | Lu Y-h.     |
| 2009  | 1er tour (1/64)  | R. Štěpánek      | 1er tour (1/64)          | N. Djokovic              | 1er tour (1/64) | N. Devilder   | 2e tour (1/32)  | D. Istomin  |
| 2010  | 1er tour (1/64)  | V. Troicki       | 1er tour (1/64)          | T. Dent                  | —               | —             | —               | —           |

N.B. : à droite du résultat se trouve le nom de l'ultime adversaire.

### En double
| Année | Open d'Australie            | Open d'Australie          | Internationaux de France    | Internationaux de France   | Wimbledon                  | Wimbledon            | US Open                      | US Open                   |
| ----- | --------------------------- | ------------------------- | --------------------------- | -------------------------- | -------------------------- | -------------------- | ---------------------------- | ------------------------- |
| 1996  | —                           | —                         | 1er tour (1/32) N. Pereira  | S. Lareau A. O'Brien       | —                          | —                    | 1er tour (1/32) D. Orsanic   | T. Carbonell F. Roig      |
| 1997  | —                           | —                         | 1er tour (1/32) J. Frana    | T. Kronemann D. Macpherson | —                          | —                    | 2e tour (1/16) P. Kilderry   | M. Bhupathi L. Paes       |
| 1998  | 2e tour (1/16) P. Kilderry  | A. O'Brien J. Stark       | 1/4 de finale J. Alonso     | M. Bhupathi L. Paes        | 2e tour (1/16) P. Albano   | E. Ferreira R. Leach | 1er tour (1/32) P. Albano    | J. Novák D. Rikl          |
| 1999  | 1/4 de finale G. Kuerten    | J. Björkman P. Rafter     | 2e tour (1/16) G. Kuerten   | N. Kulti M. Tillström      | 1er tour (1/32) J. Sánchez | D. Dilucia P. Rosner | —                            | —                         |
| 2000  | —                           | —                         | —                           | —                          | 1er tour (1/32) P. Albano  | E. Ferreira R. Leach | —                            | —                         |
| 2001  | 1/4 de finale C. Moyà       | J. Gimelstob S. Humphries | 2e tour (1/16) S. Schalken  | J. Knowle L. Manta         | —                          | —                    | 1er tour (1/32) T. Carbonell | P. Pála P. Vízner         |
| 2002  | —                           | —                         | —                           | —                          | —                          | —                    | —                            | —                         |
| 2003  | 1/4 de finale T. Woodbridge | M. Llodra F. Santoro      | —                           | —                          | 1/8 de finale G. Lapentti  | L. Paes D. Rikl      | 1/8 de finale F. López       | J. Björkman T. Woodbridge |
| 2004  | 1er tour (1/32) J. Thomas   | R. Koenig P. Pála         | —                           | —                          | —                          | —                    | —                            | —                         |
| 2005  | —                           | —                         | —                           | —                          | —                          | —                    | —                            | —                         |
| 2006  | —                           | —                         | —                           | —                          | —                          | —                    | —                            | —                         |
| 2007  | 1er tour (1/32) L. Horna    | M. Mertiňák P. Pála       | —                           | —                          | 1er tour (1/32) A. Calleri | M. García S. Prieto  | —                            | —                         |
| 2008  | —                           | —                         | 1er tour (1/32) A. Calleri  | R. Ram B. Reynolds         | —                          | —                    | 1er tour (1/32) F. Fognini   | J. Benneteau N. Mahut     |
| 2009  | 1/8 de finale T. Robredo    | M. Bhupathi M. Knowles    | 1er tour (1/32) S. Grosjean | S. Bolelli A. Seppi        | —                          | —                    | —                            | —                         |

N.B. : le nom du ou de la partenaire se trouve sous le résultat ; le nom des ultimes adversaires se trouve à droite.

### En double mixte
| Année | Open d'Australie | Open d'Australie | Internationaux de France | Internationaux de France | Wimbledon                  | Wimbledon                  | US Open | US Open |
| ----- | ---------------- | ---------------- | ------------------------ | ------------------------ | -------------------------- | -------------------------- | ------- | ------- |
| 2000  |                  |                  |                          |                          | Demi-finale Barbara Schett | Kimberly Po Donald Johnson |         |         |

N.B. : le nom de la partenaire se trouve sous le résultat ; le nom des ultimes adversaires se trouve à droite.

## Parcours dans lesMasters 1000
| Année | Indian Wells              | Miami                       | Monte-Carlo            | Rome                     | Hambourg puis Madrid        | Canada                 | Cincinnati              | Stuttgart puis Madrid puis Shanghai | Paris                      |
| ----- | ------------------------- | --------------------------- | ---------------------- | ------------------------ | --------------------------- | ---------------------- | ----------------------- | ----------------------------------- | -------------------------- |
| 1996  | 1er tour S. Schalken      | 1er tour M. Ondruska        | —                      | —                        | —                           | —                      | —                       | —                                   | —                          |
| 1997  | —                         | 2e tour C. Woodruff         | —                      | —                        | —                           | —                      | —                       | —                                   | —                          |
| 1998  | 1/8 de finale A. Medvedev | 1er tour S. Doseděl         | 1er tour S. Grosjean   | 2e tour G. Kuerten       | 2e tour G. Ivanišević       | —                      | 1er tour S. Draper      | —                                   | —                          |
| 1999  | —                         | 3e tour A. Costa            | 2e tour F. Mantilla    | 1/4 de finale P. Rafter  | 1/2 finale M. Zabaleta      | —                      | 1/8 de finale P. Rafter | 1/8 de finale M. Ríos               | 1/2 finale A. Agassi       |
| 2000  | 1/2 finale À. Corretja    | 1/4 de finale P. Sampras    | 1er tour F. Squillari  | 2e tour F. Clavet        | 1er tour M. Rosset          | 1er tour S. Koubek     | 1er tour H. Arazi       | 2e tour S. Grosjean                 | 2e tour J. C. Ferrero      |
| 2001  | 1/4 de finale A. Agassi   | 3e tour L. Hewitt           | 1er tour G. Blanco     | 1/2 finale J. C. Ferrero | 1/8 de finale J. C. Ferrero | 2e tour J. C. Ferrero  | 1er tour P. Sampras     | 1/8 de finale T. Henman             | 1/8 de finale T. Johansson |
| 2002  | 1er tour K. Kučera        | 1/4 de finale A. Agassi     | 1er tour M. Llodra     | 1er tour A. Costa        | 1er tour R. Federer         | 2e tour A. Roddick     | 1er tour A. Costa       | 1/8 de finale R. Federer            | 2e tour I. Kafelnikov      |
| 2003  | 1er tour A. Calleri       | 1/8 de finale Y. El Aynaoui | 1er tour M. Norman     | 1er tour M. Mirnyi       | 1er tour A. Clément         | 1er tour G. Rusedski   | 1er tour I. Ljubičić    | —                                   | 2e tour J. Björkman        |
| 2004  | 3e tour T. Dent           | 2e tour S. Grosjean         | —                      | 1er tour A. Pavel        | 2e tour R. Federer          | —                      | —                       | —                                   | —                          |
| 2005  | —                         | 2e tour S. Grosjean         | —                      | —                        | —                           | —                      | 1er tour N. Kiefer      | —                                   | 1er tour F. Verdasco       |
| 2006  | —                         | 1er tour X. Malisse         | —                      | —                        | —                           | —                      | —                       | —                                   | —                          |
| 2007  | —                         | —                           | —                      | —                        | —                           | —                      | —                       | —                                   | —                          |
| 2008  | —                         | —                           | 2e tour J. Tipsarević  | 2e tour F. Verdasco      | —                           | 1er tour D. Toursounov | 1/4 de finale R. Nadal  | —                                   | —                          |
| 2009  | 3e tour P. Kohlschreiber  | —                           | 1/8 de finale R. Nadal | —                        | —                           | —                      | —                       | —                                   | —                          |
| 2010  | —                         | 2e tour R. Federer          | —                      | —                        | —                           | —                      | —                       | —                                   | —                          |

N.B. : sous le résultat se trouve le nom de l’ultime adversaire.